# Peuples du monde
Peuples du monde est un trimestriel catholique français fondé en 1967. Son sous-tire est héritage et modernité de la mission.
Sa ligne éditoriale est la découverte des cultures et la vie spirituelle des pays du monde. C'est le journal de la mission universelle du catholicisme.

## Histoire
En mai 1967, la société centrale d'information, dite Socendi, est constituée par le Comité Épiscopal des Missions à l'Extérieur représenté par son présidence Mgr Charles de Provenchères, archevêque d'Aix, des Œuvres pontificales missionnaires, de différentes institutions comme le Ciric (basé à Genève), le Secours catholique, Hommes et Migrations, du Comité Catholique contre la Faim, Pax Christi, Ad Lucem, InterService, par 110 Instituts masculins et féminins (dont plusieurs abandonnent la publication d'une revue propre) dont la liste a été publiée dans le premier numéro. Cette société a pour objet la publication de la revue Peuples du monde, née de la fusion de 17 titres missionnaires comme Chemin du monde (Vanves), Annales des sœurs de St Paul, Cahiers missionnaires de la sagesse (Saint-Laurent-sur-Sèvre), Connaître les missions (Paris), Écho des missions africaines de Lyon, Illustré missionnaire (Annecy), Missions des îles (Paris) et Missions étrangères de Paris. 
Un conseil d'orientation est constitué par Mgr Henri Foucart, ancien secrétaire général adjoint de la conférence des évêques de France chargé de la communication, du R.P. Cussac, de l'abbé Plasson, de Mère Marie Constantinienne et de M. Hainzelin.
La rédaction s'installe au 124 rue du Bac dans le 7e arrondissement de Paris alors que l'administration de la revue rejoint le 31 rue Friant dans le 14e arrondissement. Le père Joseph-Roger de Benoist en devient le premier rédacteur en chef. 
Dans son éditorial du premier numéro, Mgr Charles de Provenchères présente la revue « comme un signe et un instrument de ce renouveau. Elle s'adresse à tous, car la Mission est au centre même de la vie de l'Église. [...] Elle s'intéresse à toute l'activité missionnaire de l'Église, comme l'indique son titre, car l'Église a été envoyée par le Christ proclamer l’Évangile à tous les hommes ».  Dans l'éditorial du onzième numéro, il est écrit que le jour de l'inauguration le cardinal Feltin parlait de miracle car « aucune revue n'était jamais née comme Peuples du Monde, de la fusion de vingt publications ». L'éditorial de l'an 2 permet de confirmer la ligne éditorial de la revue : « certains lecteurs se sont étonnés de constater que nous abordions des aspects non spécifiquement religieux de la vie des peuples. [...] La Mission est sur la terre. C'est l'homme qui en est l'objet et le sujet. L'aventure humaine ne se découpe pas en rondelles comme du saucisson ».
La revue s'organise autour de quatre rubriques principales : Aux Quatre vents, le Peuple de Dieu, Dialogue avec le monde et pages jeunes. En janvier 1968, les rubriques seront réorganisées : Tous les peuples qui deviennent signes du Monde, le Peuple de Dieu, un dossier et Jeunes du Monde. Dans le 9e numéro, une rubrique nouvelle est proposée : la découverte d'un diocèse français car « un diocèse n'est pas une île dans l'Église universelle. Celle-ci n'est pas faite d'une addition des diocèses du monde, mais de leur communion ». Lille inaugura cette rubrique. 
En mars 1968, le cardinal Gantin  nomme le père Joseph-Roger de Benoist à Cotonou pour s'occuper de la pastorale familiale. Il est remplacé par le spiritain Pierre Fertin à la tête de la rédaction. Ce dernier sera remplacé par l'assomptionniste André Sève en novembre 1972. 

### Acquisition par la famille Vittu de Kerraoul (1997-2018)
En 1997, le titre est acquis par Louis et Jean-Pierre Vittu de Kerraoul, propriétaires de la société de presse Sogemedia, via la société Pro-Public SA. Jean-Pierre de Kerraoul écrit dans le premier numéro de l'année 1997 : « En accord avec la totalité des instituts membres du Comité de liaison , la Société Centrale d'Information a été reprise par Pro-Public SA, entreprise de presse proche de titres catholiques en province. Elle poursuivra les mêmes objectifs que ceux qui ont prévalu depuis sa fondation, il y a trente ans ». En 2011, la revue devient trimestrielle.
La famille vend le journal le 1er octobre 2018.

### Sous le tandem Serey - Jozefowicz (2019-)
« Trois quadras se lancent dans l’aventure du rachat de Peuples du Monde » titre le journal La Croix. Julien Serey, collaborateur de Peuples du Monde et également rédacteur en chef de Missio, et deux de ses amis : l'universitaire Henri Jozefowicz et l'opticien Axel Gengembre rachètent le journal à la famille Vittu de Kerraoul via la société de presse des Buissonnets qu'ils fondent pour l'occasion. Très explicitement, ils se mettent sous la protection de sainte Thérèse de lisieux, patronne des missions.
À cette occasion, la revue de 40 pages fait peau neuve. Le premier numéro est publié en avril 2019. La maquette est renouvelée et les rubriques sont réorganisées : Rome, Missions en France, Dossier, Peuples et Pays et Culture. Le professeur Jean-Dominique Durand, l'ambassadeur Philippe Zeller et l'ordre équestre du saint sépulcre de Jérusalem deviennent chroniqueurs. Pour autant, ils gardent l'ADN de la revue. Le journal évoque l'actualité de l'évangélisation et demeure le journal de la mission de l'Église Universelle.

### Épitre
En avril 2020, l'équipe fonde Épitre, une collection de courts textes pour lire le monde avec un regard chrétien. Les premiers numéros sont :
- Mgr Raymond Centène, De la pandémie au mystère pascal  (ISBN 978-2-492036-00-2)
- Recteur Gérard-François Dumont, Le COVID-19 : la fin de la géographie de l'hypermobilité ?  (ISBN 978-2-492036-01-9)
- Philippe Le Guillou, Le vitrail de Thérèse  (ISBN 978-2-492036-02-6)
- Luc Leruth et Danielle Meuwly, L'économie des mines et des talents  (ISBN 978-2-492036-03-3)
- RP Jean-Michel Maldamé o.p., Péché originel  (ISBN 978-2-492036-04-0)
- Professeur Jean-François Mattei, de l'Institut, Environnement et humanités : les leçons d'une épidémie  (ISBN 978-2-492036-05-7)

### Suppléments
Pendant de nombreuses années, Peuples du monde a été accompagné de suppléments :
- Œuvre apostolique (avril 1975 à juillet ou septembre 1975)[5]
- Église d'Anjou dans la mission universelle de l'Église (1970 à 1985)[6]
- Église de Montpellier sans frontières (1975-2000)[7]
- Échos des missions africaines de Lyon (197? à 1989) [8]
- Pères blancs (1967 à 1976)[9] qui devient Nouvelles des pères blancs.. et des sœurs blanches (1976 à 1979)[10]
- Missionnaires de Saint-François de Sales (1967 à 2014)[11]
- Franche-Comté tous horizons[12]
- Mont-Blanc tous horizons (1970 à 1979)[13]

## Comité de liaison
Douze congrégations missionnaires ont participé à ce comité :
- Éducation chrétienne (Saint-Maur)
- Filles de la Sagesse
- Franciscaines missionnaires de Marie (Paris)
- Maristes (Paris)
- Missions Africaines (Lyon)
- Missions étrangères de Paris
- Notre Dame des Apôtres (Lyon)
- Pères Blancs (Paris)
- Prêtres du Sacré-Cœur de Saint-Quentin (Paris)
- Rédemptoristes (Paris, Lyon, Strasbourg)
- Salésiennes missionnaires de Marie-Immaculée (Paris)
- Sœurs blanches (Paris)

## Organisation: membres et repères

### Direction
- Directeur de publication - rédacteur en chef : Louis Vitu de Kerraoul
- Rédacteur en chef adjoint : Guillaume Plassais

### Les rédacteurs actuels
- Fabien Monleau
- Loys de Pampelonne

### Anciens collaborateurs célèbres

#### Présidents du conseil d'administration
| Portrait | Nom                           | Période   |
| -------- | ----------------------------- | --------- |
|          | Roger Cambon                  | 1967-1967 |
|          | Gérard Huyghe                 | 1968-1972 |
|          | Paul Gehant                   | 1972-1984 |
|          | Jean-Claude Didelot           | 1984-1992 |
|          | Philippe Deney                | 1992-1994 |
|          | Étienne Delage                | 1994-1996 |
|          | Jean-Pierre Vituu de Kerraoul | 1997-1999 |
|          | Loïc Vituu de Kerraoul        | 1999-2018 |
|          | Julien Serey                  | 2018-     |

#### Directeurs Généraux
Les pères blancs assumeront la direction générale du journal. Ainsi, le père Jean Bauman sera le premier directeur général. En 1973, il est remplacé par le père blanc Joseph Maindron. Il est épaulé par sœur Marie-José Goepfert, missionnaire de Notre-Dame des apôtres. Lui succèdera le père Jean Maksud en 1977. En avril 1989, ce dernier annonce dans son éditorial « passer la main » que Jean-Luc Tessier, marié et père de quatre enfants, assurera cette fonction pour « donner un nouvel élan à notre revue ».

#### Anciens rédacteurs
Peuples du Monde a souvent engagé de jeunes journalistes qui dirigent aujourd'hui des rédactions.
- Père Henri Anglars
- Père Charles Antoine (fondateur de Diffusion de l’Information sur l’Amérique latine)[14]
- Laure Bacchetta
- Elisabeth T Barbier (auteur de livres religieux)
- Jean-Marie Bosc
- Noak Carrau
- Père André Chottin
- Odile Delcambre
- Pierre Diarra
- Béatrice Eymard-Duvernay
- Pierre Faillie
- Claude Ganter (rédactrice en chef de l'agence photo CIRIC)
- Allan Kaval (prix Albert-Londres 2020)
- Corine Lacrampe
- Henrik Lindell (chef de rubrique au journal La Vie)
- Thibault Mayaud (2006-2010)
- Guillaume Plassais
- Armand Prin (journaliste à Le Bonhomme picard)
- Amandine Ruinart (2016)
- Benoît de Sagazan (ancien rédacteur en chef de 1990 à 1992, actuel rédacteur en chef de Le Monde de la Bible)
- Laurent Testot

Le père Armand Duval a été secrétaire de rédaction de 1974 à 1978, François Thareau assumera aussi cette charge.

#### Rédacteurs en chef
| Portrait | Nom                     | Période   |
| -------- | ----------------------- | --------- |
|          | Joseph-Roger de Benoist | 1967-1968 |
|          | Pierre Fertin           | 1968-1972 |
|          | André Sève              | 1972-1975 |
|          | Jean-Pierre Le Gall     | 1975-1982 |
|          | Georges Berton          | 1982-1988 |
|          | Jean Bernard s.b.       | 1988-1990 |
|          | Benoît de Sagazan       | 1990-1992 |
|          | Marc Larchet            | 1993-1995 |
|          | Rémi Bossard            | 1995-1996 |
|          | Olivier Lepoutre        | 1996-1999 |
|          | Loïc Vittu de Kerraoul  | 1999-2008 |
|          | Erwann Gaucher          | 2008-2011 |
|          | Guillaume Plassais      | 2011-2018 |
|          | Julien Serey            | 2019.     |

### Sièges
- 1967 : 124, Rue du Bac, Paris 7e
- 1968 - 2018 : 8, Rue François-Villon, Paris 15e
- Depuis 2018 : 34 rue Edouard Delafontaine 60 000 Beauvais.